# Tom Schmitt
Tom Schmitt (* 1929 in Columbus/Ohio) ist ein US-amerikanischer Maler, Video- und Computerkünstler.
Schmitt wuchs in Lincoln/Nebraska auf. Er studierte bis 1951 an der University of Nebraska, später am Mexico City College. Bei Rudy Pozzatti an der Indiana University studierte er 1958 Druckgrafik.
Von 1963 bis 1964 unterrichtete er an der Indiana University, danach lebte er als Maler in Carlisle/Pennsylvania, ab 1968 in Paris. Von 1969 bis 1972 gab er Gastvorlesungen am Connecticut College in New London.
Bis 1972 war Schmitt als Maler aktiv, der stilistisch dem Minimalismus zuzuordnen ist. Von 1972 bis 1975 arbeitete Schmitt als Videokünstler. Seit 1982 entstanden ausschließlich computergenerierte Werke. Einzelausstellungen seiner Werke fanden u. a. in den University of Nebraska Art Galleries (1959), der Munson Gallery in New Haven (1967), dem Calhoun College der Yale University (1972) und dem Bass Museum of Art (2004) statt.
Außer in privaten Sammlungen finden sich Werke Schmitts u. a. in den Sammlungen des Bass Museum of Art in Miami Beach, der Sheldon Memorial Art Gallery der University of Nebraska, des Louisville Art Center, der Indiana University, des Indianapolis Museum of Art in Indianapolis und des Dickinson College in Carlisle.

## Werke
- Yellow Painting, 1961
- #136 diamond
- #312 shape, 1970
- 348, red florescent, 1971